# Křížová cesta (Petříkovice)
Zaniklá křížová cesta v Petříkovicích na Trutnovsku vedla ze vsi Petříkovice severozápadně směrem k Jánskému vrchu.

## Historie
Křížovou cestu tvořilo čtrnáct kamenných sloupků s železnými kříži na vrcholu a obrázky v mělké nice. Cesta vedla ke kapli neznámého zasvěcení - byla to dřevěná, obdélná stavba se sanktusníkem, v půdorysu cca 5 x 8 metrů, s trojbokým presbytářem a sedlovou střechou, vysoká cca 2,5 metru. Stála u kamenné poutní studánky. Kapli i přilehlou studánku postavil roku 1872 mlynář Johann Ulbrich z Petříkovic. Podnětem k vybudování kaple byl vedlejší pramen s výjimečně čistou vodou, které se připisovaly léčivé účinky.
Kaple se zřítila roku 1995, zůstala jen část kamenného základového zdiva. Roku 2001 zmizely kameny asi z poloviny podezdívky a několik sloupků křížové cesty. Trosky kaple byly odstraněny roku 2002. Železné kříže ze zbylých sloupků byly vylámány.
Obrázky ze sloupků křížové cesty jsou uloženy v kapli Svaté Rodiny ve vsi. Studánka u kaple byla obnovena roku 2008, na místě kaple stojí dřevěný altán.